# Survivor Series (1988)
Survivor Series 1988 fue la segunda edición anual de Survivor Series, un evento pago por visión de lucha libre profesional producido por la World Wrestling Federation (WWF). Tuvo lugar el 24 de noviembre de 1988 desde el Richfield Coliseum en Richfield, Ohio.
El eslogan utilizado para el evento fue "Teams of Five Strive to Survive" (Equipos de Cinco Preocupados por Sobrevivir).

## Resultados
- (5 on 5) Survivor Series Elimination Match: Ultimate Warrior, Brutus Beefcake, Sam Houston, The Blue Blazer & Jim Brunzell derrotaron a The Honky Tonk Man, Greg Valentine, Ron Bass, Bad News Brown y Danny Davis . (17:49)

| N°                                   | Luchador                             | Eliminado por    | Técnica de Eliminación | Tiempo |
| ------------------------------------ | ------------------------------------ | ---------------- | ---------------------- | ------ |
| 1                                    | Danny Davis                          | Brutus Beefcake  | "Sleeper hold"         | 1:18   |
| 2                                    | Jim Brunzell                         | Bad News Brown   | "Ghetto blaster"       | 5:12   |
| 3                                    | Bad News Brown                       | Nadie            | Cuenta Fuera           | 7:50   |
| 4                                    | Sam Houston                          | Ron Bass         | "Powerslam"            | 10:09  |
| 5                                    | The Blue Blazer                      | Greg Valentine   | "Figure Four Leglock"  | 12:29  |
| 6                                    | Brutus Beefcake & The Honky Tonk Man | Nadie            | Doble Cuenta de Fuera  | 15:44  |
| 7                                    | Ron Bass                             | Ultimate Warrior | "Double Axe handle"    | 17:30  |
| 8                                    | Greg Valentine                       | Ultimate Warrior | "Double Axe handle"    | 17:49  |
| Supervivientes: The Ultimate Warrior |                                      |                  |                        |        |

- (10 on 10) Tag Team Survivor Series Elimination Match: The Powers of Pain (The Warlord & The Barbarian), The Rockers (Shawn Michaels & Marty Jannetty), The British Bulldogs (Davey Boy Smith & Dynamite Kid), The Hart Foundation (Bret Hart & Jim Neidhart) y The Young Stallions (Jim Powers & Paul Roma) derrotaron a Demolition (Ax & Smash), The Brain Busters (Arn Anderson & Tully Blanchard), The Bolsheviks (Nikolai Volkoff & Boris Zhukov), The Fabulous Rougeaus (Raymond & Jacques) y The Conquistators (Uno & Dos) (c/Mr. Fuji, Bobby Heenan, Slick y Jimmy Hart). (42:26)
  - Mr. Fuji hizo que Demolition quedara eliminado después de abrir las cuerdas haciendo que Smash cayera fuera del ring. Cuando Ax se enfrentó a Mr. Fuji, éste agarró su bastón y golpeó bruscamente a Ax. Demolition entonces atacaron a Mr. Fuji cambiando a babyfaces. Cuando Demolition se marchó, The Powers of Pain ayudaron a Mr. Fuji a levantarse y le situaron en su esquina, convirtiéndose en heel. Tras el combate, The Powers of Pain subió a Fuji a sus hombros.
  - Si un componente del equipo era eliminado, su compañero también.

| N°                                                       | Luchador                                   | Eliminado por   | Técnica de Eliminación                                                          | Tiempo |
| -------------------------------------------------------- | ------------------------------------------ | --------------- | ------------------------------------------------------------------------------- | ------ |
| 1                                                        | Raymond Rougeau                            | Bret Hart       | Small package                                                                   | 5:22   |
| 2                                                        | Jim Powers                                 | Boris Zhukov    | Reversed Crossbody                                                              | 15:20  |
| 3                                                        | Boris Zhukov                               | Marty Jannetty  | Sunset Flip                                                                     | 18:09  |
| 4                                                        | Bret Hart                                  | Tully Blanchard | Bret aplicó un German suplex a Blanchard, pero el árbitro hizo la cuenta a Bret | 27:03  |
| 5                                                        | Michaels & Jannetty y Anderson & Blanchard | Nadie           | Doble DQ tras luchar en el ring                                                 | 27:57  |
| 6                                                        | Dynamite Kid                               | Smash           | Clothesline                                                                     | 36:02  |
| 7                                                        | Smash                                      | Nadie           | Cuenta Fuera                                                                    | 39:33  |
| 8                                                        | Uno                                        | Barbarian       | Headbutt                                                                        | 42:26  |
| Supervivientes: The Powers of Pain (Warlord & Barbarian) |                                            |                 |                                                                                 |        |

- (5 on 5) Survivor Series Elimination Match: André the Giant, Rick Rude, Dino Bravo, Mr. Perfect & Harley Race derrotaron a Jim Duggan, Jake Roberts, Scott Casey, Ken Patera & Tito Santana. (30:03)

| N°                                       | Luchador        | Eliminado por   | Técnica de Eliminación                                       | Tiempo |
| ---------------------------------------- | --------------- | --------------- | ------------------------------------------------------------ | ------ |
| 1                                        | Ken Patera      | Rick Rude       | Rude Awakening                                               | 8:18   |
| 2                                        | Scott Casey     | Dino Bravo      | Side Suplex                                                  | 9:27   |
| 3                                        | Harley Race     | Tito Santana    | Flying Forearm Smash                                         | 13:19  |
| 4                                        | Tito Santana    | André the Giant | Tras sentarse en el pecho de Santana                         | 14:40  |
| 5                                        | Jim Duggan      | Nadie           | DQ tras golpear a Dino Bravo con el 2x4                      | 21:22  |
| 6                                        | Rick Rude       | Jake Roberts    | DDT                                                          | 28:45  |
| 7                                        | André the Giant | Nadie           | DQ tras negarse a liberar a Roberts de una llave de sumisión | 29:39  |
| 8                                        | Jake Roberts    | Mr. Perfect     | Tras un Headbutt de André the Giant                          | 30:03  |
| Supervivientes: Mr. Perfect & Dino Bravo |                 |                 |                                                              |        |

- (5 on 5) Survivor Series Elimination Match: Hulk Hogan, Randy Savage, Hércules, Koko B. Ware & Hillbilly Jim (c/Miss Elizabeth) derrotaron a The Big Bossman, Akeem, Ted DiBiase, Haku & The Red Rooster (c/Slick, Bobby Heenan y Virgil). (29:12)

| N°                                        | Luchador      | Eliminado por   | Técnica de Eliminación                                        | Tiempo |
| ----------------------------------------- | ------------- | --------------- | ------------------------------------------------------------- | ------ |
| 1                                         | Red Rooster   | Randy Savage    | Flying Elbow Drop                                             | 6:11   |
| 2                                         | Hillbilly Jim | Akeem           | 747 Splash                                                    | 9:59   |
| 3                                         | Koko B. Ware  | The Big Bossman | Boss Man Slam                                                 | 11:45  |
| 4                                         | Hércules      | Ted DiBiase     | Schoolboy tras una distracción de Virgil                      | 16:35  |
| 5                                         | Ted DiBiase   | Randy Savage    | Schoolboy                                                     | 23:40  |
| 6                                         | Big Boss Man  | Nadie           | Cuenta Fuera mientras esposaba a Hogan a las cuerdas del ring | 25:09  |
| 7                                         | Akeem         | Nadie           | DQ tras empujar al árbitro                                    | 25:09  |
| 8                                         | Haku          | Hulk Hogan      | Legdrop                                                       | 29:12  |
| Supervivientes: Randy Savage & Hulk Hogan |               |                 |                                                               |        |

## Otros roles
| Comentaristas - Gorilla Monsoon - Jesse Ventura Entrevistadores - Sean Mooney - Gene Okerlund Anunciador en el ring - Howard Finkel | Referees - Earl Hebner - Tom White - Joey Marella |